# Дун (Оффали)

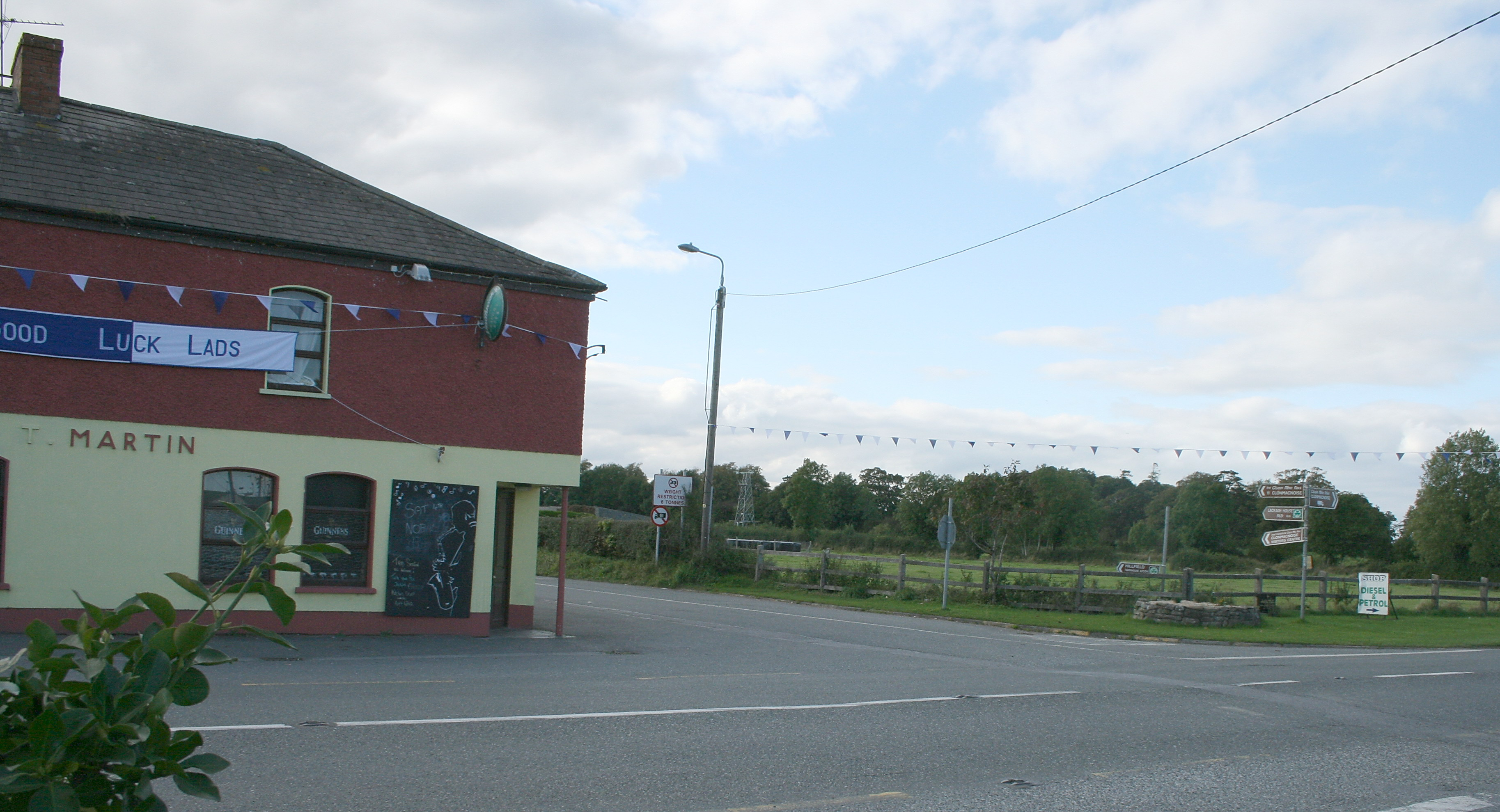

Дун (англ. Doon; ирл. An Dún) — деревня в Ирландии, находится в графстве Оффали (провинция Ленстер) у пересечения трасс N62 и R444.